# Gomphandra comosa
Gomphandra comosa là một loài thực vật thuộc họ Stemonuraceae. Đây là loài đặc hữu của Ấn Độ. Chúng hiện đang bị đe dọa vì mất môi trường sống.